# 道の駅かでな

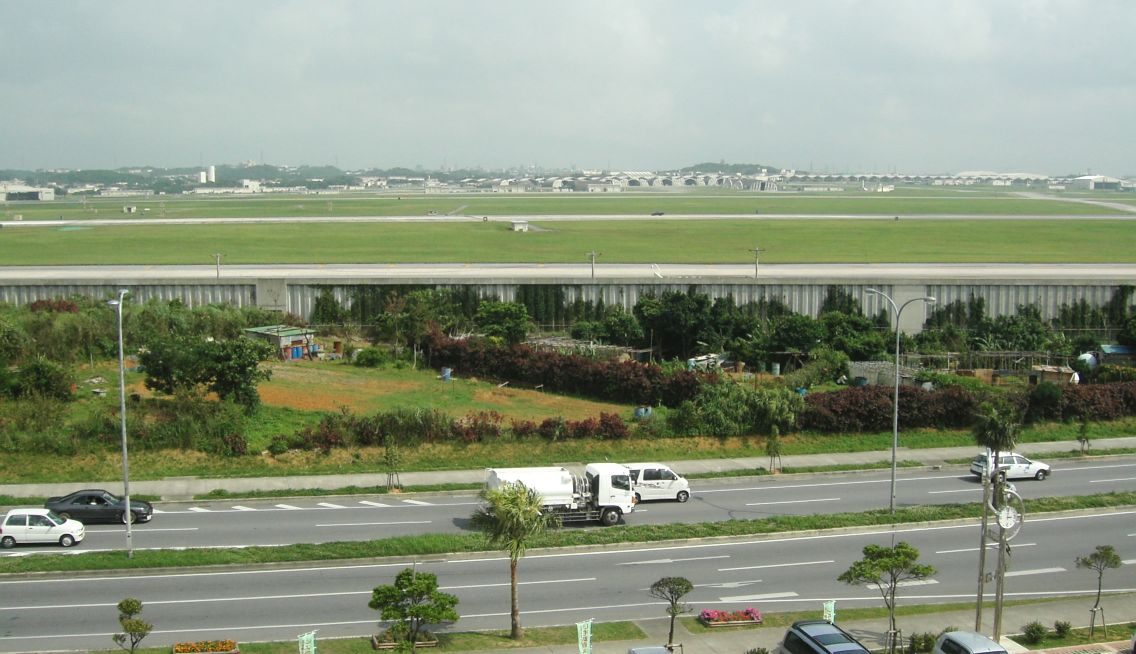
展望台より撮影（2005年4月）。

道の駅かでな（みちのえき かでな）は、沖縄県中頭郡嘉手納町にある沖縄県道74号沖縄嘉手納線の道の駅である。

## 概要
2008年（平成20年）12月に道の駅豊崎がオープンするまで、日本最南端の道の駅であった。駐車場も整備されているために展望に適している。
手前には在日米軍の嘉手納飛行場があり、展望台から一望できる。
2022年にかけて増設工事が行われ、まず、1月14日に35mほど延長された新しい展望台が先行オープンした。道の駅では新しい展望台の開放を開始したが、同時にメディア関係者の利用を禁止する制限を課した。これは複数のメディア関係者が旧展望台を利用して基地の運用状況を長時間滞在してチェックし続ける状況に、一般利用者から苦情が寄せられたためである。町では従来利用されてきた旧展望台を同年4月に閉鎖、別途メディア関係者用のスペースを用意した。
2022年4月28日、増設工事が完了し、本格的にリニューアルオープンした。延べ床面積は1487m2から2528m2に広がり、新棟には飲食店7店舗が入居し、農産物直売所も新設された。

## 施設
- 駐車場
  - 普通車：54台
  - 大型車：10台
  - 身障者用駐車場：2台
- トイレ
  - 男：大7・小6
  - 女：13
  - 身障者用：2
- 公衆電話：1
- 情報・観光コーナー（8:00 - 22:00、無休）
- レストラン（24時間、無休）
- 物産館（8:30 - 20:00、無休）
- 休憩所

### 各階
- 4階 - 展望台（正面に嘉手納飛行場が望める）
- 3階 - 学習展示室

### 管理
- 嘉手納町

## アクセス
- 沖縄県道74号沖縄嘉手納線 - 登録路線
- 62番・中部線 （琉球バス交通）嘉手納町運動公園入口バス停より徒歩1分。

## 周辺
- 嘉手納飛行場
- 嘉手納消防署
- 嘉手納町役場
- 嘉手納警察署
- 東南植物楽園